# Albert Duncanson
Albert Duncanson   (Winnipeg, 2 d'octubre de 1911 - Quebec, 24 de març de 2000) va ser un jugador d'hoquei sobre gel canadenc que va competir durant la dècada de 1930.
El 1932 va prendre part en els Jocs Olímpics de Lake Placid, on guanyà la medalla d'or en la competició d'hoquei sobre gel.